# Optima (Oklahoma)
Optima – miejscowość w Stanach Zjednoczonych, w stanie Oklahoma, w hrabstwie Texas.